# Barnea truncata
Barnea truncata is een tweekleppigensoort uit de familie van de Pholadidae. De wetenschappelijke naam van de soort werd in 1822 voor het eerst geldig gepubliceerd door Thomas Say.